# Eurovision Young Dancers 1995
Der 6. Eurovision Young Dancers fand am 6. Juni 1995 im Palais de Beaulieu, in Lausanne in der Schweiz statt. Ausrichter war SRG SSR, welches erstmals mit der Austragung eines Eurovision Young Dancers beauftragt wurde.
Sieger wurde das spanische Tanzduo Jesús Pastor Sahuquillo & Ruth Miró Salvado mit ihrem Tanz Arrayan Daraxa. Es war der bereits vierte Sieg von Spanien im Wettbewerb und der dritte in Folge. Zu dem Zeitpunkt gelang es außer Irland beim Eurovision Song Contest noch keinen anderem Teilnehmerland einen Eurovision-Wettbewerb drei Mal in Folge zu gewinnen. Platz 2 hingegen belegte die schwedische Tänzerin Nadja Sellrup, während der belgische Tänzer Jeroen Hofmans Platz 3 erreichte.

## Austragungsort
Als Austragungsort wählte SRG SSR den Palais de Beaulieu in Lausanne  aus. Dort richtete die Schweiz bereits 1989 den Eurovision Song Contest aus. Es war allerdings das erste Mal, dass die Schweiz einen EYD austrug.

## Format
Auftreten konnten Tänzer zwischen 16 und 21 Jahren. Es konnten allerdings lediglich Solotänzer oder Paare antreten. Es gab erneut ein Halbfinale, da die Teilnehmeranzahl ansonsten den zeitlichen Rahmen sprengen würde. Dort traten alle 15 Teilnehmer gegeneinander an, wovon sich allerdings lediglich neun für das Finale qualifizierten. Es gab auch weiterhin eine professionelle Jury, allerdings vergab diese wieder Platz 1 bis 3. Vorsitzender der Jury war der Schweizer Choreograf Heinz Spoerli. Die weiteren Jurymitglieder waren folgende:
- Oscar Araiz
- Maurice Béjart
- Gigi Gheorghe Caciuleanu
- Paola Cantalupo
- Beatriz Consuelo
- Peter Van Dyk
- Pierre Lacotte
- Gilbert Mayer
- Víctor Ullate
- Jorma Uotinen
- Youri Vámos

### Moderation
Als Moderatoren fungierten die US-amerikanisch-britische Schauspielerin Geraldine Chaplin sowie der Schweizer Moderator Jean-Pierre Pastori.

## Teilnehmer

Länder, die 1995 teilgenommen haben
Länder, die bereits im Halbfinale ausgeschieden sind
Länder, die in der Vergangenheit teilgenommen haben, jedoch nicht 1995

Insgesamt 15 Länder nahmen am Eurovision Young Dancers 1995 teil, genauso viele wie bereits bei den letzten beiden Ausgaben. Vom Wettbewerb zogen sich allerdings Dänemark und Estland zurück. Dafür debütierten Russland und Ungarn 1995.

## Halbfinale
Das Halbfinale 1995 fand am 3. Juni statt und somit drei Tage vor dem Finale. Folgende Länder schieden bereits im Halbfinale aus:
| Land        | Teilnehmer           | Tanz Choreografie (C)                                           |
| ----------- | -------------------- | --------------------------------------------------------------- |
| Deutschland | Irina Schlaht        | La Esmeralda C: M. Petipa                                       |
| Finnland    | Janna Eklund         | La Esmeralda: Variation de Diane C: A. Vaganova                 |
| Norwegen    | Maria Mikalsen       | Les mots sont allés C: I. Bjørnsgaard                           |
| Slowenien   | Damjan Mohorko       | La Fille mal gardée: Variation de Colas C: M. Petipa, L. Ivanov |
| Ungarn      | Sara Weisz           | Death C: T. Juronics                                            |
| Zypern      | Carolina Constadinou | La Esmeralda C: M. Petipa                                       |

## Finale
Neun Länder traten jeweils gegeneinander an. Lediglich die ersten drei Plätze wurden bekanntgegeben.
| Platz | Startnr. | Land                | Teilnehmer                                   | Tanz Choreografie (C)                                            |
| ----- | -------- | ------------------- | -------------------------------------------- | ---------------------------------------------------------------- |
| 1.    | 9        | Spanien             | Jesús Pastor Sahuquillo & Ruth Miró Salvador | Arrayan Daraxa C: V. Ullate                                      |
| 2.    | 8        | Schweden            | Nadja Sellrup                                | Grand pas classique C: V. Gsovsky                                |
| 3.    | 6        | Belgien             | Jeroen Hofmans                               | Giselle: variation du paysan C: M. Petipa, J. Coralli, J. Perrot |
| –     | 1        | Griechenland        | Franghiskos Toumbakaris                      | Ondine: variation acte II C: John Neumeier                       |
| –     | 2        | Polen               | Filip Barankiewicz                           | Paquita C: M. Petipa                                             |
| –     | 3        | Schweiz (Gastgeber) | Anne-Catherine Haller                        | Raymonda C: M. Petipa                                            |
| –     | 4        | Österreich          | Oliver Preiß                                 | Taras Bulba: Gopak C: R. Zakharov                                |
| –     | 5        | Russland            | Maria Alexandrova                            | Coppélia: variation de Swanilda C: M. Petipa                     |
| –     | 7        | Frankreich          | Karl Paquette                                | La Bayadère C: R. Nurejew                                        |

## Übertragung
Insgesamt 18 Fernsehanstalten übertrugen die Veranstaltung:
| Land                      | Sender              |
| Teilnehmende Länder       | Teilnehmende Länder |
| ------------------------- | ------------------- |
| Belgien                   | BRTN, RTBF          |
| Deutschland               | ZDF                 |
| Finnland                  | YLE                 |
| Frankreich                | France 3            |
| Griechenland              | ERT                 |
| Norwegen                  | NRK                 |
| Österreich                | ORF                 |
| Polen                     | TVP                 |
| Russland                  | RTR                 |
| Schweden                  | SVT1                |
| Schweiz                   | SRG SSR             |
| Slowenien                 | RTV SLO             |
| Spanien                   | RTVE                |
| Ungarn                    | MTV                 |
| Zypern                    | CyBC                |
| Nicht teilnehmende Länder |                     |
| Bulgarien                 | BNT                 |
| Dänemark                  | DR                  |
| Rumänien                  | TVR                 |